# Erythrocera porcula
Erythrocera porcula är en tvåvingeart som beskrevs av Louis-Paul Mesnil 1952. Erythrocera porcula ingår i släktet Erythrocera och familjen parasitflugor. Inga underarter finns listade i Catalogue of Life.